# Translok DH 100
Die DH 100 der Translok GmbH ist eine Rangierlokomotive mit hydrostatischer Kraftübertragung und Einzelradantrieb im mittleren Leistungssegment. Die Lokomotive wurde in den 1980er Jahren von der Allrad-Rangiertechnik GmbH in Heiligenhaus in Nordrhein-Westfalen entwickelt. Sie wurde von der Firma Zwiehoff, Rosenheim unter dem Namen minilok vertrieben. Die vierachsige Baureihe wurde in nur vier Exemplaren geliefert und später nicht mehr angeboten. Letzte bekannte Lieferung stammte aus dem Jahre 1996.
Das geräumige Führerhaus ist mittig angeordnet und fällt durch besonders große Scheiben auf, die vorne fast bis zur Fußbodenebene hinabreichen. Die Fahrzeug konnten mit Funkfernsteuerung geliefert werden. Wird die Lokomotive über eine Funkfernsteuerung bedient, wird diese auch verwendet, wenn sich der Fahrer im Führerhaus befindet. Das Fahrzeug kann auf den Vollgummirädern die Schienen verlassen, indem die Spurführungs-Einrichtung eingeklappt wird.

## Technik
Die vierachsige Lokomotive DH 100 hat zwei Drehgestelle und verfügt über einen hydrostatischen Antrieb, wie er vor allem im Baumaschinensektor verwendet wird. Der Dieselmotor treibt eine Hydraulikpumpe an. Jedes Rad wird einzeln von einem Hydraulikmotor angetrieben, d. h., es sind keine Achsen bzw. Radsätze im eigentlichen Sinne vorhanden. Diese Technik erlaubt es, die volle Zugkraft aus dem Stand heraus aufzubringen und mit einer sehr niedrigen Dauergeschwindigkeit von nur 1,5 km/h unter Motorvollast zu fahren. Der Druck im Hydrauliksystem beträgt dabei bis zu 420 bar. 
Die Antriebe können auch zum Bremsen verwendet werden, um die mechanischen Bremsen zu schonen.
Zur Kostensenkung wurde bei der Entwicklung der Lok so weit wie möglich auf Bauteile aus dem Kfz- und Baumaschinensektor zurückgegriffen.